# کوینزفری، فلینتشر
کوینزفری (به انگلیسی: Queensferry) یک منطقهٔ مسکونی در بریتانیا است که در فلینتشر واقع شده‌است. کوینزفری ۲٬۱۰۹ نفر جمعیت دارد.